# Kasteel Broekhuizen (Broekhuizen)

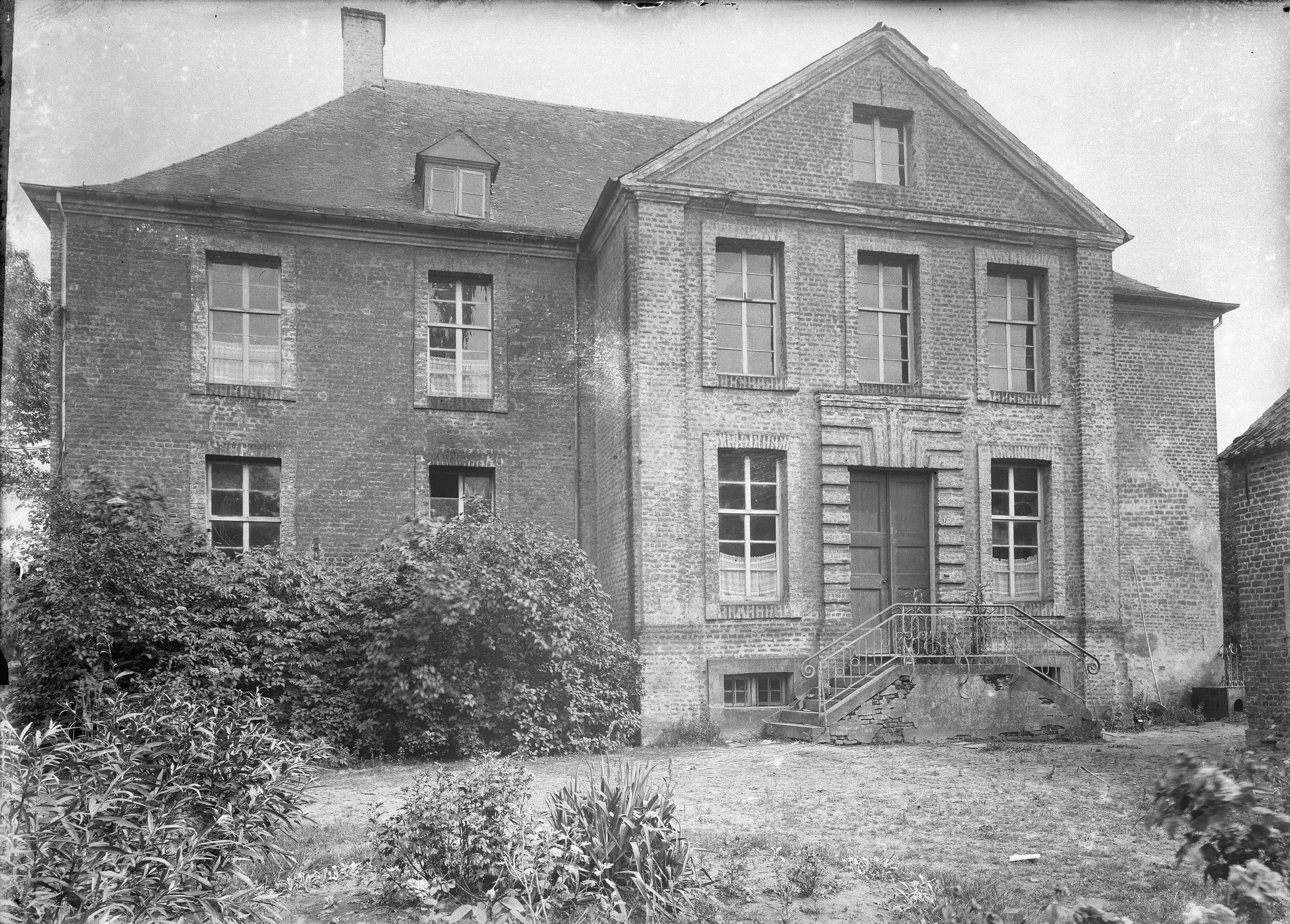
Kasteel Broekhuizen in 1926

Kasteel Broekhuizen is gelegen aan de westzijde van het dorp Broekhuizen in Limburg, 15 kilometer boven Venlo, circa 200 meter van de Stokterweg.
Het kasteel is een ruïne sinds het in november 1944 werd verwoest tijdens de slag om Broekhuizen. Het werd verdedigd door een Duitse eenheid en aangevallen door geallieerde Schotse en Welshe eenheden, waarbij veel militairen gesneuveld zijn. Het is kort daarna door de plaatselijke bevolking, ten behoeve van het herstel van hun huizen, verder leeggehaald en er resteren alleen fundamenten. Ook het stukvriezen en bewust vandalisme hebben de ondergang verder versneld.

## Bouwkundige geschiedenis

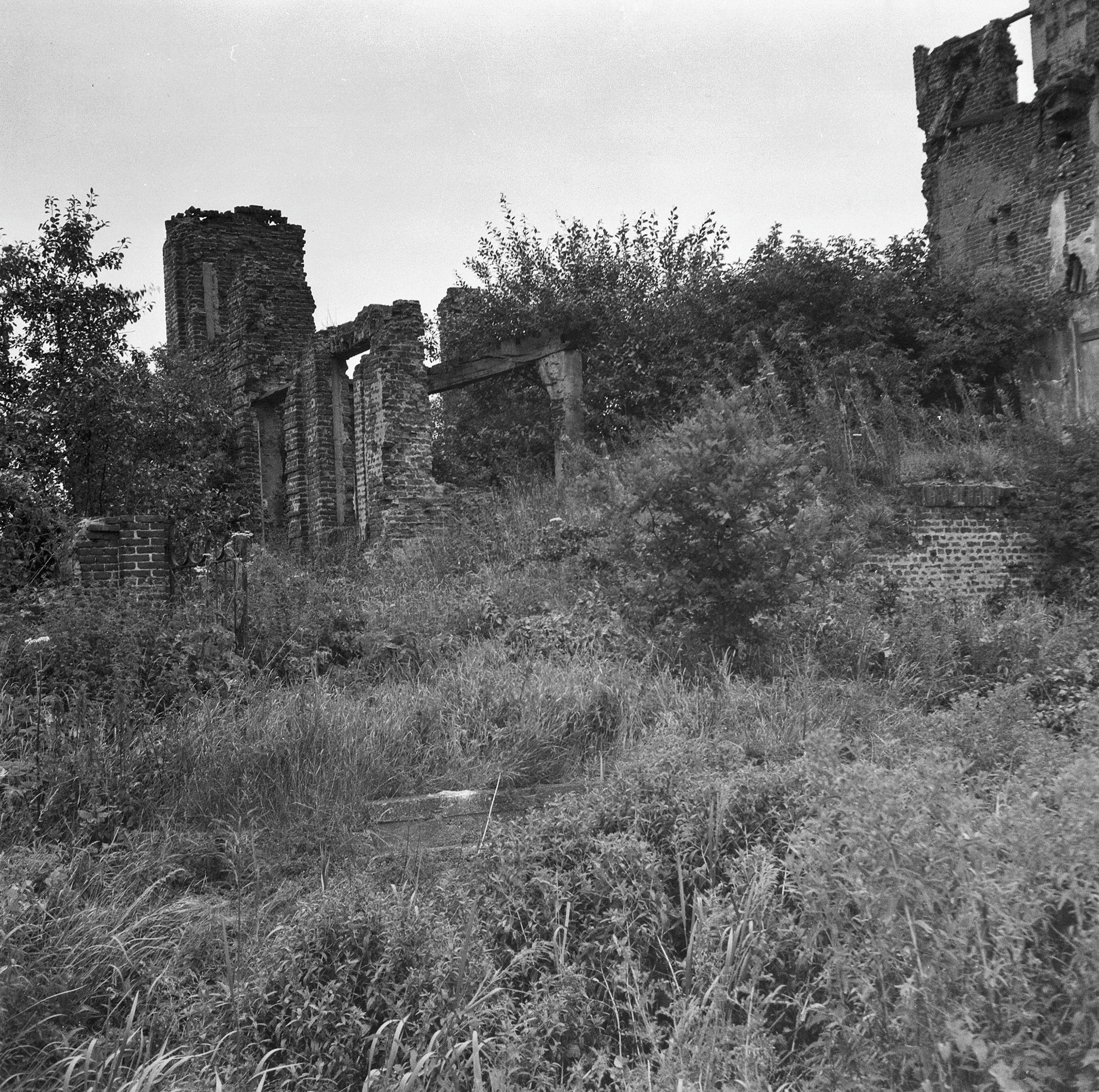
Ruïne in 1959

Het is niet bekend hoe het kasteel er in de middeleeuwen uit heeft gezien, er was wel in de zuidwesthoek een vierkante stenen woontoren uit eind 1400 met in het verlengde kelders. Op de fundamenten is begin 18e eeuw een nieuw huis opgetrokken met behoud van deze toren. Het huis werd in 1944 grotendeels verwoest, maar een groot deel van de 15e-eeuwse toren stond nog overeind.
In maart 1990 trok een aanwonende boer aan de Horsterweg met een tractor en kabel de nog overeind staande hoekdelen om. Dit omdat hij vond dat te veel toeristen de ruïne kwamen bekijken en hiervoor de toegangsweg gebruikten die deels over zijn grond loopt. Dezelfde boer had medio 1980 al een rij oude populieren langs deze toegangsweg weggehaald. In 1992 werd het kasteelterrein (0,84 hectare) verkocht aan de aangrenzende boomkweker.

## Eigenaren
Het kasteel wordt in 1434 voor het eerst genoemd in de leenregisters van de Hertog van Gelre, maar is van oudere datum. De tot dan toe zelfstandige heren van Broekhuizen hebben in dat jaar hun kasteel en gebied aan de Hertog opgedragen en vervolgens in leen terug ontvangen. Een eerste vermelding van een ridder Seger van Broeckhuysen is in 1228 en de eerste Heer van Broekhuizen is Willem in 1270.
Na het overlijden van Reynier van Broeckhuysen ging het via zijn dochter Walraven in 1497 over naar Steven van Zuylen van Nijevelt. Hun dochter Udela was getrouwd met de broer van de bekende Maarten van Rossum, genaamd Johan, en eveneens via hun dochter Sybilla (getrouwd met Guido van Malsen) kwam het in 1603 aan Wolfert Evert van Wittenhorst als echtgenoot van Josina van Malsen. In 1618 werd hun dochter Margaretha Wilhelimina van Wittenhorst kasteelvrouwe. Ze had een tweede huwelijk met Karel Dirk van Pallandt gesloten waarbij uiteindelijk Godefrida M.J.F. van Pallandt in 1710 kasteelvrouwe werd. Haar kleindochter Frederica Augustabarones von Wendt, gehuwd met Philip Leopold von Arnstedt, kreeg het in 1738.
Zij verkochten dit (met de heerlijkheid) in 1744 aan Frederik II, de Koning van Pruisen. Deze was tevens de landsheer van een groot deel van het huidige Noord-Limburg geworden in 1715. De Fransen namen in 1794 alles in beslag. Nadat het vervolgens als domeingoed door Nederland was overgenomen werd het in 1819 verkocht aan P.T. Bovens, burgemeester van Maashees. Door het overlijden van zijn zoon Carl Jacob Bovens in 1888 kwam het kasteel in handen van de kinderen van het echtpaar Van Basten Batenburg-Bovens. Een van deze kinderen was ook eigenaar van Kasteel Holtmühle te Tegelen. In 1889 is het verkocht aan C.L.J. Berger. Toen zijn afstammeling mr. B.M. Berger, oud-burgemeester van Venlo, overleden was werd de ruïne door diens erfgenamen in 1974 verkocht aan verzekeringsmaatschappij AMEV, die er bomen plantte. Ondanks inspanningen van de toenmalige gemeente Broekhuizen is het niet gelukt het kasteel te behouden.
Aerwinkel · Kasteel Afferden · Aldt Huys · Aldenborgh · Kasteel Aldenghoor · Aldenhoven · Alte Burg · Kasteel Amstenrade · Slot Annendael · Kasteel Arcen · Baersdonck · Bakvliet · Baronsberg · Baxhof · Beegden ·  Benzenrade · Kasteel De Berckt · Kasteel Bethlehem · Beusdaelshof · Binsfeld · Huis Blankenberg · Kasteel Bleijenbeek · Blitterswijck · Boerlo · Bolberg · Bollenberg · Kasteel De Bongard · Borggraaf · Kasteel d'Erp · Kasteel Borggraaf · Kasteel Borgharen · Kasteel Born · Huis Bree · Breust · Kasteel Broekhuizen · Broekhuizen · Gracht Burggraaf · Kasteel De Burght · Kasteel Cartils · Cloppenburg (Oost-Maarland) · Kasteel Cortenbach · Huis De Dael · Dammerscheid · Kasteel De Bockenhof · De Donck (Sevenum) · De Donck (Swolgen) · De Dorth ·  Huis ten Dijcken · Kasteel Doenrade · De Doom · Douve · Douvenrade · De Dries · Kasteel Erenstein · Kasteel Eijsden · Eijsden · Einrade · Kasteel Elsloo · Ensenbroek · Eperhuis · Etzenraderhuuske · Exaten · Kasteel Eijckholt · Kasteel Eyckholt · Eys · Gastendonck · Kasteel Genbroek · Gebroken Slot · Kasteel Geijsteren · Kasteel Op Genhoes · Kasteel Genhoes · Genneperhuis · Kasteel Het Geudje · Kasteel Geulle · Kasteel Geusselt · Geijsteren · Gen Heck · Ghoor · Kasteel Goedenraad · Kasteel Grasbroek · Kasteel Groenendaal · Groethof · Groot Paarlo · Kasteel van Gronsveld · De Gun ·Kasteel Haeren · Kasteel Den Halder · Heerlaer · Heeze · Heijen · 's-Herenanstel · Kasteel Hillenraad · Kasteel Hoensbroek · Hoenshuis · Holstrate · Holtmühle · Huize Holtum · Kasteel Horn · De Horst · Huys ter Horst · Ten Hove (Grathem) · Ten Hove (Panningen) · Huis Brias · Huis Darth ·  Kasteel Hurpesch · Kasteel Sint-Jansgeleen · Kasteel Jerusalem · Kasteel Kaldenbroek · Den Kamp · Kasteel Karsveld · Kasteel Keverberg · Klein Paarlo · Klimmender Huuske · De Kolck · Koppelberg · Laar · Landsfort · Kasteel Lemiers · Kasteelruïne Lichtenberg · Kasteel Limbricht · Lonesteyn · Huize Lovendael · Mazenburg · Kasteel van Meerlo · Kasteel Meerssenhoven · Meezenbroek · Kasteel van Mheer · Middelaar · Kasteel Millen · Kasteel Montfort · Movert · Mulrode · De Munt · Château Neercanne · Kasteel Neubourg · Nienghoor · Huis Nierhoven · Kasteel Nieuwenbroeck · Nije Huys · Kasteel Nijenborgh · Kasteel Nijswiller · Nijthuysen · Kasteel Obbicht · Oedenrade · Kasteel Ooijen · Kasteel Oost (Valkenburg) · Kasteel Oost (Oost-Maarland) · Kasteel Ouborg · Overen · Kasteel Passarts-Nieuwenhagen · Prickenis · Prinsenhof · Puth · De Putting · Raath · De Raay · Ravenhof · Kasteel Reijmersbeek · Kasteel van Rijckholt · Kasteel Rivieren · Rodenbroek · Rosendaal · Kasteel Schaesberg · Kasteel Schaloen · Te Scharen · Schenkenburg · Kasteel Scheres · De Spijker (Geijsteren) · De Spijker (Leeuwen) · Huis Severen · Sibberhuuske · Château St. Gerlach · Spraland · Huis De Spyker · Huize Stalberg · Stalberg (Wellerlooi) · De Steeg · Kasteel Stein · Steinhagen · Steenen Huis · Stoel van Swentibold · Strijthagen (Landgraaf) · Strijthagen (Welten) · Struyver · Kasteel Terborgh · Terlinden (Wijnandsrade) · Terveurdt · Ter Weyer · Kasteel Ter Worm · De Tombe · Huis De Torentjes · Triest · Trippaert · Kasteel Vaalsbroek · Kasteel Vaeshartelt · Valkenburg · Vliek · De Vroenhof · Vrijburg · Kasteel Wambach · Warenberg · Well · Weyershof ·  Wijlre · Kasteel Wijnandsrade · Wijnandsrade · Wijnantshof · Wissegracht · Huize Witham · Kasteel Wittem · Wolfrath · Wylre